# Joachim von Bredow (Admiral)
Ernst Joachim Karl von Bredow (* 13. Mai 1858 in Stechow; † 14. Februar 1914 in Kiel) war ein deutscher Konteradmiral der Kaiserlichen Marine.

## Leben

### Herkunft
Joachim von Bredow war jüngster Sohn des Herrn auf Stechow Hermann von Bredow (1820–1885) und dessen Ehefrau Ida, geborene von Welling (1820–1884). Sein Bruder Paul wurde später preußischer Generalleutnant.

### Militärkarriere
Bredow trat am 17. April 1875 in die Kaiserliche Marine ein. 1878, ab 14. Juni 1877 Seekadett, diente er auf der Leipzig. Am 16. Dezember 1884 wurde er Leutnant zur See und war 1890 auf der Sophie, welche der australischen Station zugeteilt war. Als Kapitänleutnant (Beförderung zum 13. Oktober 1891) war er 1894 Führer der 2. Kompanie der II. Matrosenartillerieabteilung.
Von September 1895 war er für ein Jahr letzter Kommandant der Loreley.
Von Mai bis September 1902 war er Kommandant der Hela, welche unter seinem Kommando in Deutschland stationiert war. Am 1. April 1904 wurde er als Ausrüstungsdirektor der Werft in Kiel zum Kapitän zur See befördert.
Auf sein Gesuch hin wurde Bredow am 15. Oktober 1907 mit der gesetzlichen Pension zur Disposition und zugleich zum Marinekommissar für den Kaiser-Wilhelm-Kanal ernannt. In dieser Stellung erhielt er am 16. Oktober 1909 den Charakter als Konteradmiral.

### Familie
Bredow heiratete am 31. März 1891 in Stendal Ella Freiin von Meyern-Hohenberg (1865–1944). Aus der Ehe gingen neun Kinder hervor, darunter der spätere Konteradmiral der Kriegsmarine Hermann von Bredow.